# Nathalie Loiseau

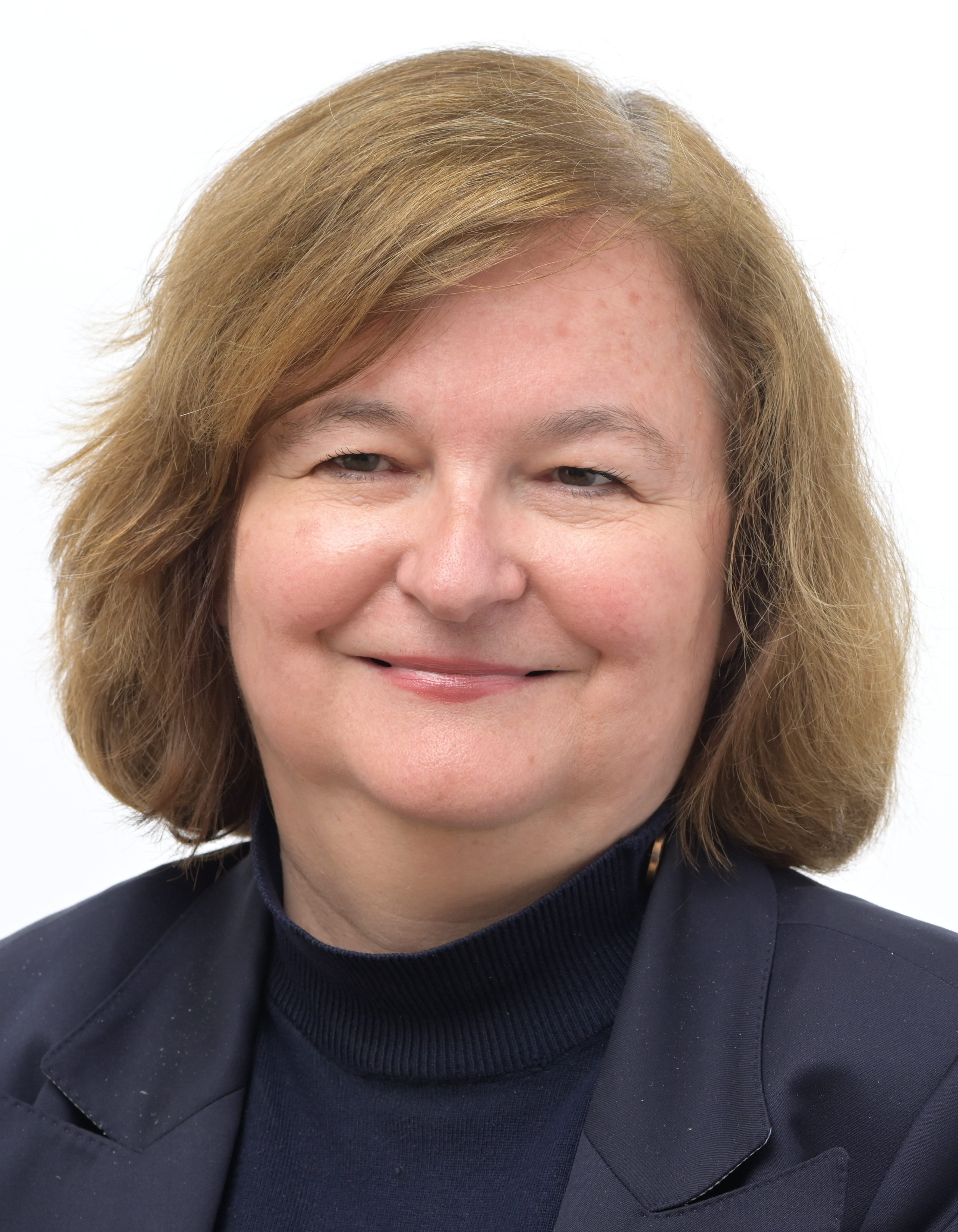
Nathalie Loiseau (2024)

Nathalie Loiseau (geboren am 1. Juni 1964 in Neuilly-sur-Seine als Nathalie Ducoulombier) ist eine französische Diplomatin und Politikerin (seit 2021 Horizons, vormals LREM). Sie leitete von 2012 bis 2017 die École nationale d’administration. Von Juni 2017 bis März 2019 war sie Ministerin für europäische Angelegenheiten. Seit 2019 ist sie Mitglied des Europäischen Parlaments.

## Leben
Nathalie Loiseaus Vater war Unternehmensberater bei Fusionen und Übernahmen. Sie machte mit 16 Jahren ihr Abitur in einem Pariser Gymnasium (Lycée Carnot). Sie schrieb sich in das Institut d’études politiques de Paris (Sciences Po) ein, das sie 1983 erfolgreich abschloss. Zur Studentenratswahl 1980 kandidierte sie für die Union des étudiants de droite (UED; „Union rechter Studenten“), eine nationalistische und antikommunistische Liste mit Nähe zum rechtsextremen Front National. Als dies im Europawahlkampf 2019 publik wurde, leugnete Loiseau es zunächst, gab es dann aber zu und bezeichnete es als „Jugendsünde“. Sie studierte anschließend Sinologie im Institut national des langues et civilisations orientales (Inalco).

### Karriere als Diplomatin
1986 bewarb sie sich in einem Auswahlverfahren für eine Tätigkeit im Außenministerium. Zur Europawahl 1989 kandidierte sie auf der pro-europäischen Liste Initiative pour une démocratie européenne von Franck Biancheri, die jedoch nur 0,17 % der Stimmen erhielt. Von 1990 bis 1992 war sie in Jakarta tätig, wo sie auch ihren Ehemann kennenlernte. Sie wurde dann Botschaftssekretärin (Legationsrätin) in Indonesien, Senegal und in Marokko. In Dakar freundete sie sich mit der Schriftstellerin Catherine Clément an. 1993 wurde sie die jüngste Angehörige im Stab des Außenministers Alain Juppé.
Von August 2002 bis Juli 2007 war sie Chefin des Pressedienstes und Sprecherin der französischen Botschaft in Washington. 2003, während des Irakkrieges, an dem Frankreich nicht teilnahm, kam es zur offenen Kritik seitens der amerikanischen Regierung und Öffentlichkeit. Nathalie Loiseau und der Botschafter Jean-David Levitte reagierten: „Bush, der Kongress und die Dritte Macht waren gegen uns. Und alle unsere Gurus rieten uns, es sein zu lassen.“, erklärt Jean-David Levitte. „Mit Nathalie, die für die Kommunikationsabteilung verantwortlich war, beschlossen wir, Vergeltungsmaßnahmen zu ergreifen. Und wir haben gewonnen. Die ganze Zeit über blieb sie ruhig und gelassen. Sie hat Gelassenheit.“ In einer ungewöhnlichen Initiative veröffentlichten Levitte und Loiseau einen Brief in der Washington Post. Die antifranzösische Stimmung in den USA beruhigte sich.

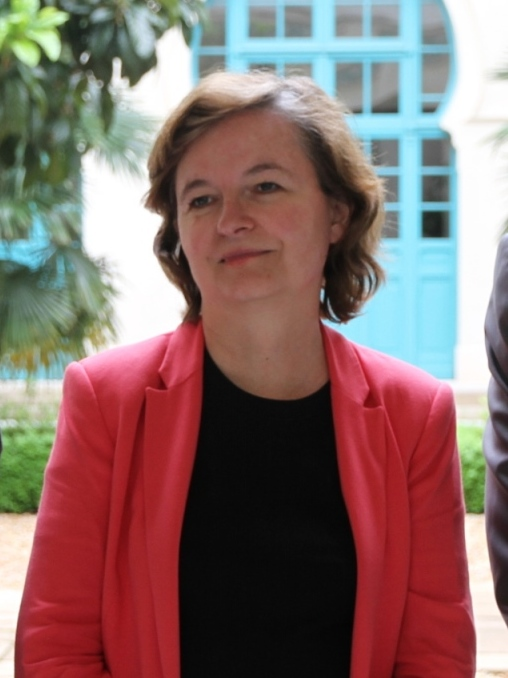
Nathalie Loiseau im Jahr 2016

Im Jahr 2007 wurde sie im Außenministerium zur stellvertretenden Leiterin für Nordafrika ernannt. Im Jahr 2008 wurde sie dann Direktorin für Nordafrika und den Nahen Osten und gleichzeitig Leiterin der Association Syndicale des Agents d’Orient (ASAO), einer Verbindung von Diplomaten im Nahen Osten, wo sie sich durch ihr Engagement gegen Diskriminierung auszeichnete. Im Jahr 2009 wurde sie zur Leiterin der Personalabteilung im Ministerium für Europa und Äußeres ernannt.
Im November 2011 ernannte Alain Juppé sie zur Generaldirektorin in der Verwaltung des Außenministeriums, eine prominente Position in einem von Männern dominierten Ministerium. Nach dem Regierungswechsel wurde sie jedoch im August 2012 auf Betreiben des neuen Außenministers Laurent Fabius wieder entlassen.
Loiseau war von 2012 bis 2017 Direktorin der Elitehochschule École nationale d’administration (ENA). Ihre Arbeit verstand sie als: „… auf die Schüler achten und ihnen Führungsqualitäten beibringen. Sie sind intelligent, aber das reicht nicht aus, um sie zu guten Managern zu machen“. Sie arbeitete auch an der Reform der Aufnahmeprüfungen, um die Diskriminierung zu begrenzen.

### Politische Karriere

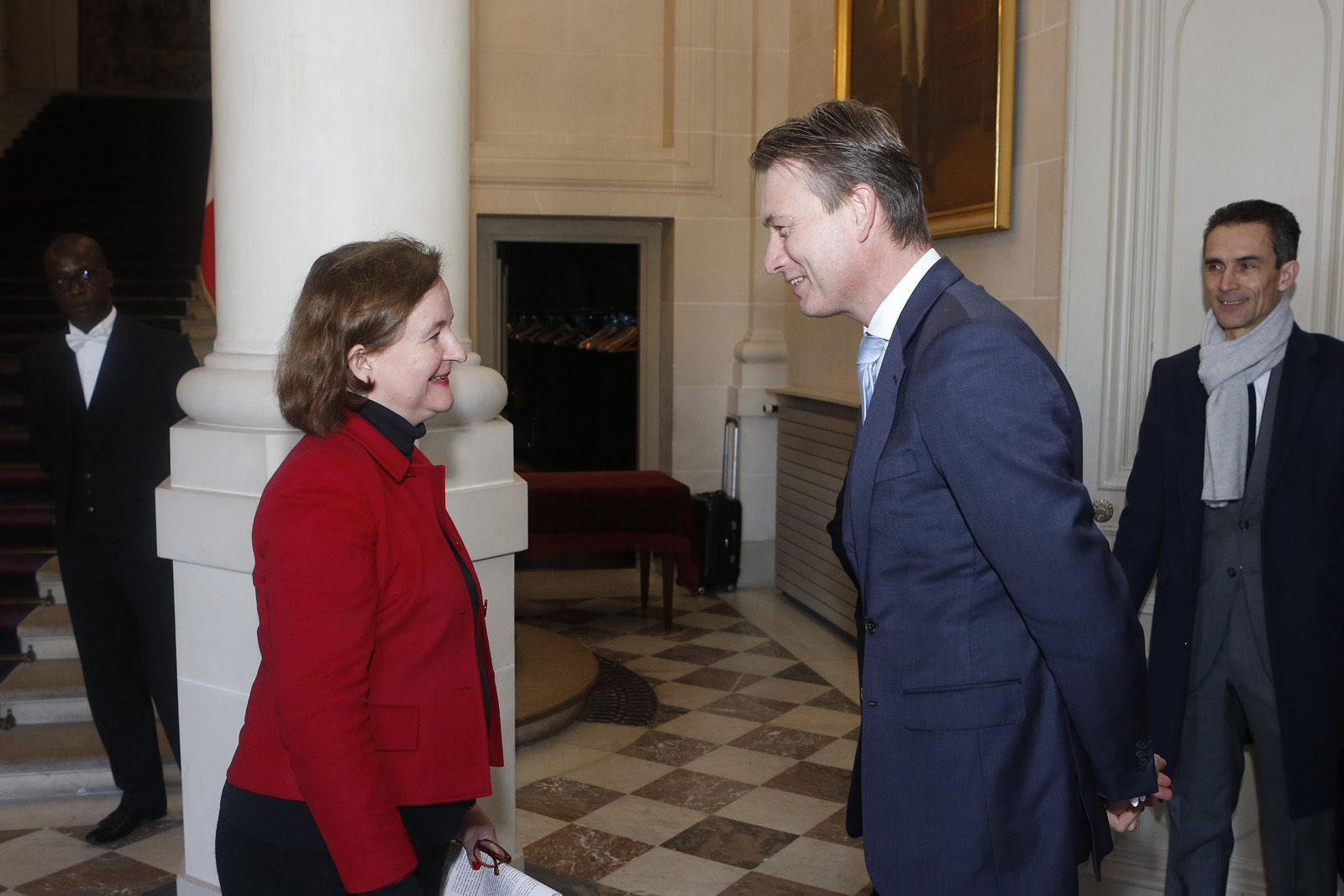
Nathalie Loiseau 2017 mit dem niederländischen Außenminister Halbe Zijlstra (2017)

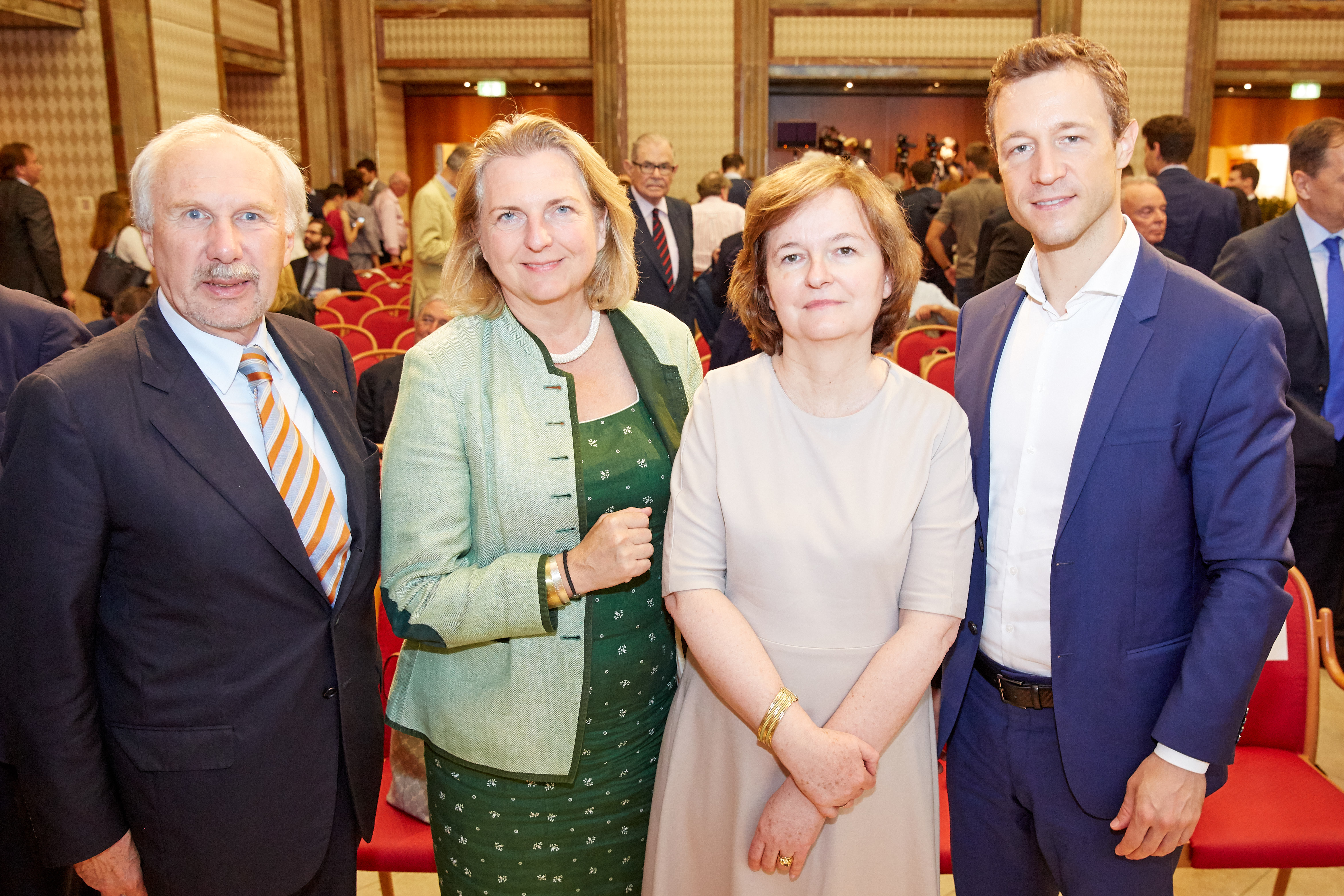
Loiseau (3.v.l.) in Wien mit Ewald Nowotny, Karin Kneissl und Gernot Blümel (2018)

Vom 21. Juni 2017 bis 27. März 2019 war sie als Nachfolgerin von Marielle de Sarnez französische Ministerin für europäische Angelegenheiten im Kabinett Philippe II. Sie trat der von Staatspräsident Emmanuel Macron gegründeten Partei La République en Marche bei. Als Europaministerin war sie auch mit dem britischen EU-Austritt befasst. Zu diesem schleppenden Verfahren merkte sie Mitte März 2019 gegenüber einer Zeitung an, sie habe ihre Katze in Brexit umbenannt, weil „das Tier jeden Morgen laut miaut, um nach draußen gelassen zu werden, sich aber weigert, hinauszugehen, wenn ich die Tür geöffnet habe“. Allerdings besaß Loiseau zu diesem Zeitpunkt keine Katze; es sollte nur ein „satirischer Scherz“ sein.
Zur Europawahl 2019 trat Loiseau als Spitzenkandidatin der Liste Renaissance an, die von LREM, MoDem und kleineren Parteien sowie parteilosen Kandidaten der pro-europäischen Mitte gebildet wurde. Die Liste kam mit 22,4 % der Stimmen auf den zweiten Platz, knapp hinter dem rechtsextremen Rassemblement National.
In der Woche nach der Wahl des Europaparlamentes lud Loiseau, die offenbar von Präsident Emmanuel Macron dazu ausersehen war, Verbündete für seine Europapolitik zu gewinnen, zwölf Journalisten französischsprachiger Zeitungen zu einer später in der Presse als „unüblich“ umschriebenen Zusammenkunft. Im Zuge der 45 Minuten dauernden Veranstaltung beleidigte sie in einer Schimpftirade potentielle Verbündete wie Guy Verhofstadt oder Angela Merkel. Nathalie Loiseau bestritt später die Beleidigungen und entschuldigte sich für ihre Äußerungen, so dass Fragen zu ihrer Eignung und Spekulationen zum Umfang des angerichteten politischen Schadens aufkamen.
Im Europäischen Parlament sitzt Loiseau in der liberalen Fraktion Renew Europe. Sie ist Vorsitzende des Unterausschusses für Sicherheit und Verteidigung, stellvertretende Vorsitzende der Delegation für die Beziehungen zur Parlamentarischen Versammlung der NATO, Mitglied im Ausschuss für auswärtige Angelegenheiten und Delegierte für die Beziehungen zu den Maghreb-Ländern und der Union des Arabischen Maghreb sowie in der Parlamentarischen Versammlung der Union für den Mittelmeerraum.
Seit 2021 ist Loiseau auch Mitglied von Horizons, der Partei des ehemaligen Ministerpräsident Edouard Philippe.

### Privatleben
Loiseau ist verheiratet und Mutter von vier Kindern.

## Schriften
- Choisissez tout, JC Lattès, 2014
- La démocratie en BD, Casterman, 2016